# Lars Ylander

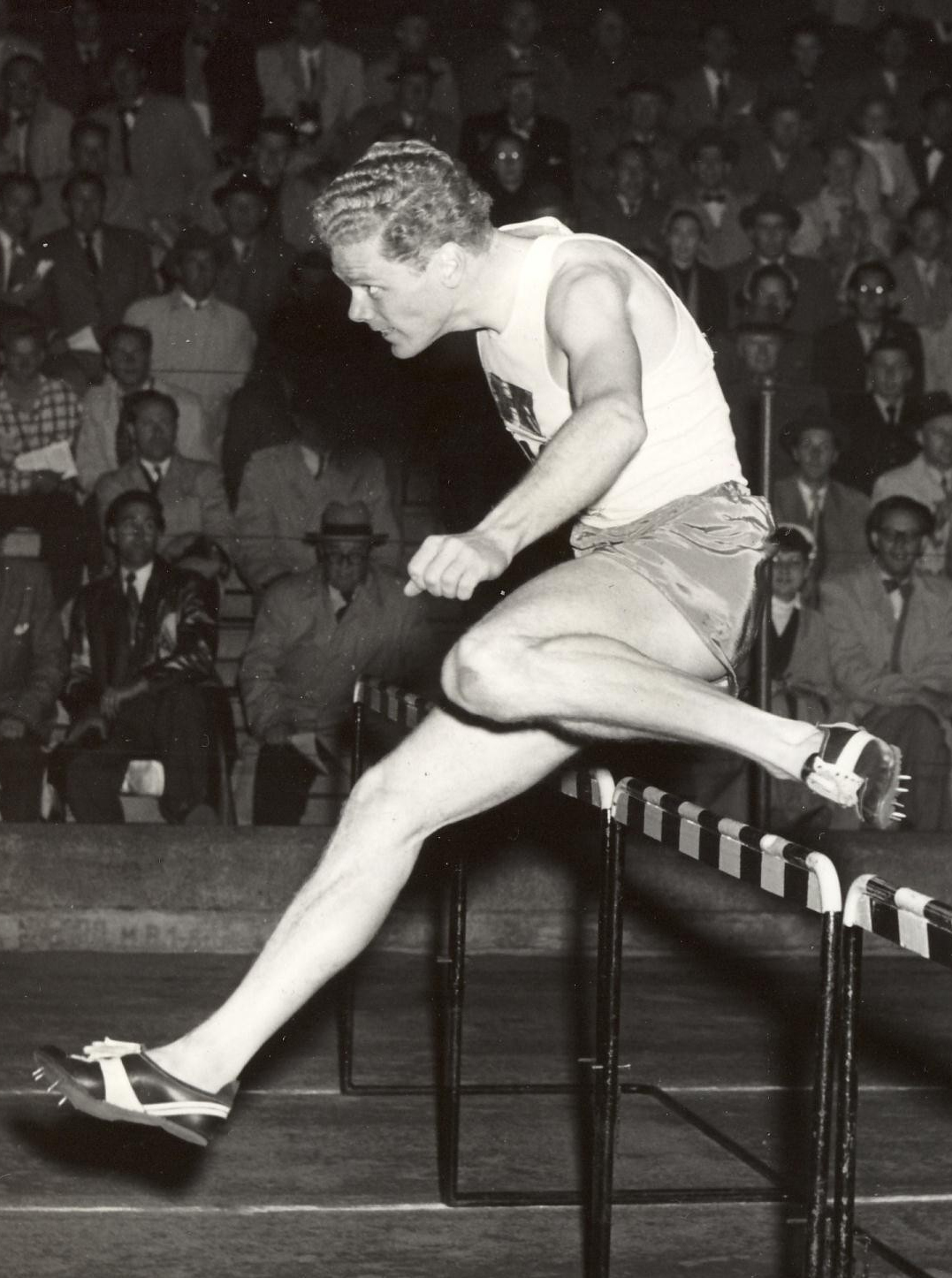
Lars Ylander, 1952

Lars Ylander (Lars Aage Ylander; * 12. August 1928 in Uppsala; † 16. November 2010 in Karlstad) war ein schwedischer Hürdenläufer, der sich auf die 400-Meter-Distanz spezialisiert hatte.
1950 wurde er bei den Europameisterschaften in Brüssel Fünfter.
Bei den Olympischen Spielen 1952 in Helsinki erreichte er das Viertelfinale und bei den Europameisterschaften 1954 in Bern das Halbfinale.
1952 und 1953 wurde er Schwedischer Meister. Seine persönliche Bestzeit von 52,2 s stellte er am 24. August 1952 in Stockholm auf.